# Hi Suhyun
Hi Suhyun (кор. 하이 수현) колишній південнокорейській дует, створений YG Entertainment у 2014 році, до складу якого входили Лі Хай та Лі Су Хьон з Akdong Musician. У листопаді 2014 року вони випустили сингл «I'm Different», що став номером один в Південній Кореї.

## Дискографія

### Сингли
| 2014                                                                             | «I'm Different» (з Bobby) | 1 | - Південна Корея: 830,538+ |
| «—» релізи, що не потрапили у чарти або не були випущені у відповідних регіонах. |                           |   |                            |

## Нагороди і номінації
| Рік  | Нагорода           | Категорія            | Номінант  | Результат |
| ---- | ------------------ | -------------------- | --------- | --------- |
| 2015 | Seoul Music Awards | Bonsang              | Hi Suhyun | Номінація |
| 2015 | Seoul Music Awards | Popularity Award     | Hi Suhyun | Номінація |
| 2015 | Seoul Music Awards | Hallyu Special Award | Hi Suhyun | Номінація |